# Megachile rhodogastra
Megachile rhodogastra är en biart som beskrevs av Cockerell 1910. Megachile rhodogastra ingår i släktet tapetserarbin, och familjen buksamlarbin. Inga underarter finns listade i Catalogue of Life.